# 北大山駅
北大山駅（きたおおやまえき）は、山形県鶴岡市大山にあった、庄内交通湯野浜線の駅（廃駅）である。湯野浜線廃止に伴い1975年（昭和50年）4月1日に廃止された。

## 歴史
- 1929年（昭和4年）12月8日：庄内電気鉄道の駅として開業。
- 1934年（昭和9年）5月14日：庄内電鉄の駅となる。
- 1943年（昭和18年）10月1日：庄内交通の駅となる。
- 1975年（昭和50年）4月1日：廃止。

## 駅構造
単式ホーム1面1線を有する地上駅。駅舎を併設する有人駅であった。

## 駅周辺
羽越本線羽前大山駅から北に1 kmほど離れたところにあり、駅付近には北大山変電所があった。かつては鶴岡西高校（旧大山高等学校）への通学の足として当駅が利用されていたが、同校は1998年（平成10年）に山形県立鶴岡中央高等学校に移転統合された。
- 鶴岡市立鶴岡第五中学校

## 隣の駅
庄内交通
湯野浜線
安丹駅 - 北大山駅 - 善宝寺駅